# Altmann de Passau
Pour les articles homonymes, voir Altmann.
Altmann de Passau, né vers 1015 en Westphalie et mort le 8 août 1091 à Zeiselmauer en Autriche, est un fondateur de monastère et évêque du diocèse de Passau de 1065 jusqu'à sa mort. Un représentant majeur de la réforme grégorienne, il a joué un rôle de premier plan dans la querelle des Investitures. Il est vénéré comme un saint, bien qu'une canonisation n'a pas eu lieu.

## Biographie
Altmann de Passau est né entre 1013 à 1020, d'une famille de la noblesse de Saxe. Il a fréquenté l'école de la cathédrale (Theodorianum) à Paderborn, dont il sera le directeur dans les années ultérieures. À partir de 1056, il fut prévôt au chapitre de la cathédrale d'Aix-la-Chapelle, chapelain de l'empereur Henri III et chanoine à Goslar.
En 1065, il devint évêque de Passau en Bavière et entame la réforme du clergé. Il fonde avec les chanoines réguliers de saint Augustin l'abbaye Saint-Nicolas (de) à Passau (1070) et l'abbaye de Göttweig en Autriche (1083) transformée en monastère bénédictin en 1094.
En 1074, Altmann de Passau proclame les décrets de réforme du pape Grégoire VI. Lors de la querelle des Investitures entre Grégoire et le roi Henri IV, il soutient la papauté : il ne participe pas au synode de Worms en 1076 et apporte son appui à l'antiroi Rodolphe de Rheinfelden. Il doit partir de Passau à cause des soldats de Henri IV qui dévastent la ville en 1077 et 1078. Les droits seigneuriaux sur la ville de Passau sont abandonnés, le roi les confie au burgrave Ulrich (de). Ils ne reviendront à l'évêque qu'après la mort d'Ulrich en 1099.
Altmann va à Rome pour les synodes de 1079 et de 1080. Il est nommé, conjointement avec l’évêque Gebhard III de Constance, vicaire apostolique en Allemagne et a réussi à rallier à sa cause le margrave Léopold II d'Autriche. En 1085, Henri IV, sacré empereur, le destitue de son évêché de Passau et Altmann séjourne sur les terres du margrave où il réforma la vie monastique dans les abbayes de Saint-Florian, Kremsmünster (de), Melk et Sankt Pölten, et fait construire des églises en pierre.

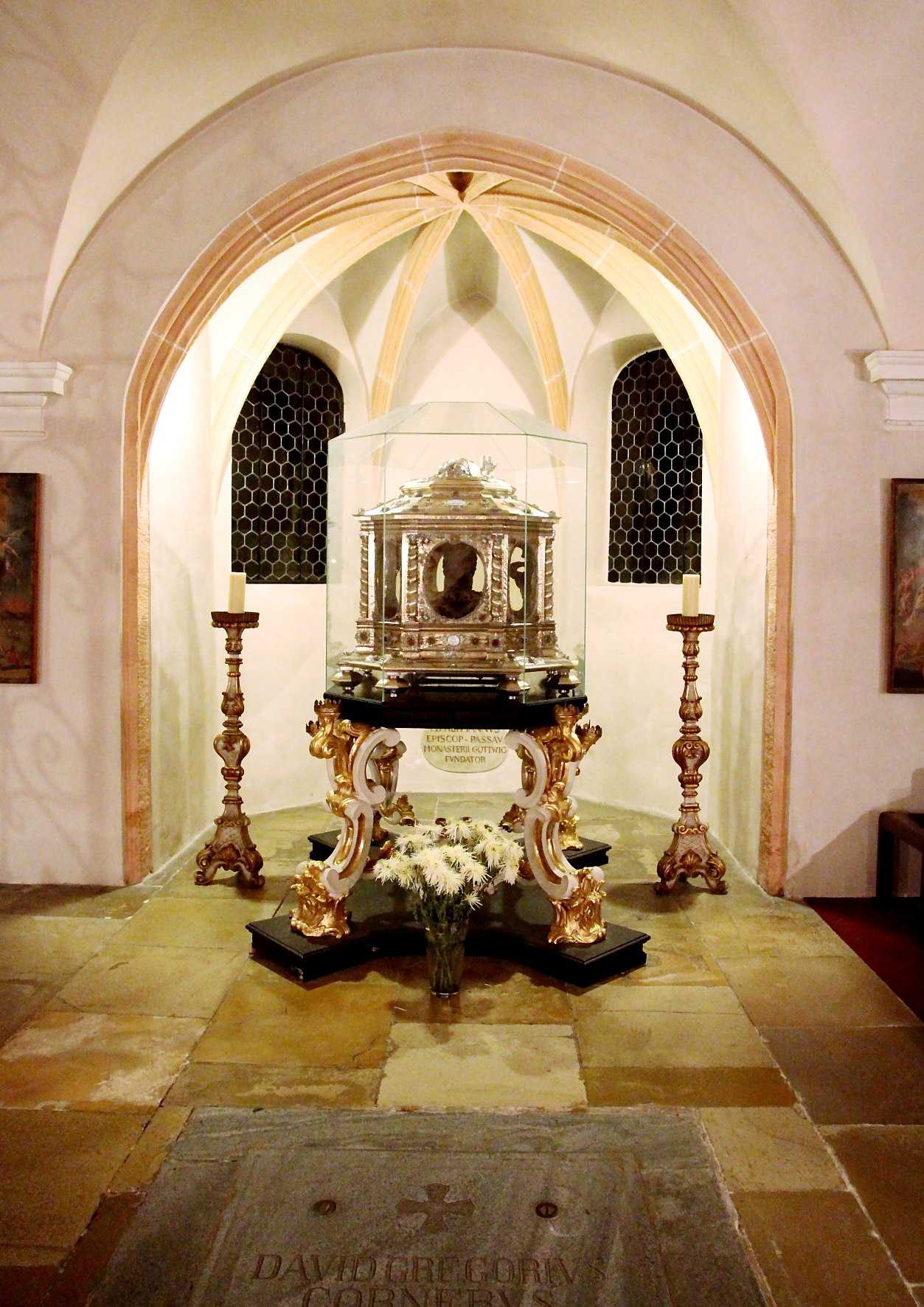
Reliquaire d'Altmann de Passau à Göttweig.

Altmann meurt au palais de Zeiselmauer en Autriche et est enterré à l'abbaye de Göttweig. Il est vénéré comme un saint, même si aucune canonisation officielle n'a eu lieu. Il est fêté le 8 août, jour de sa mort.